# Kanton Neuilly-en-Thelle
Kanton Neuilly-en-Thelle (fr. Canton de Neuilly-en-Thelle) byl francouzský kanton v departementu Oise v regionu Pikardie. Skládal se z 15 obcí. Zrušen byl po reformě kantonů 2014.

## Obce kantonu
- Balagny-sur-Thérain
- Belle-Église
- Boran-sur-Oise
- Chambly
- Cires-lès-Mello
- Crouy-en-Thelle
- Dieudonné
- Ercuis
- Foulangues
- Fresnoy-en-Thelle
- Le Mesnil-en-Thelle
- Morangles
- Neuilly-en-Thelle
- Puiseux-le-Hauberger
- Ully-Saint-Georges